# Изабела Гонзага (1537 – 1579)
Вижте пояснителната страница за други личности с името Изабела Гонзага.
Изабела Гонзага (на италиански: Isabella Gonzaga; * 18 април 1537, Мантуа, Херцогство Мантуа; † 16 август 1579, Викария (днес квартал на Неапол), Неаполитанско кралство) е чрез брак принцеса на Франкавила (1556 – 1571), маркиза на Пескара и Васто, графиня на Монтеодоризио.

## Произход
Тя е дъщеря на Федерико II Гонзага (* 1500, † 1540), херцог на Мантуа, маркграф на Мантуа и Монферат, и на съпругата му Маргарита Палеологина (* 1510, † 1566). Нейни дядо и баба по бащина линия са Франческо II Гонзага, маркграф на Мантуа, и Изабела д’Есте, а по майчина – Вилхелм XI, маркграф на Монферат, и принцеса Анна д’Алансон. Има четирима братя и две сестри:
- Франческо III (* 1522, † 1550), 2-ри херцог на Мантуа и Монферат от 1540 г., съпруг на Катарина Австрийска, дъщеря на император Фердинанд I
- Елеонора, монахиня
- Анна, монахиня
- Гулиелмо (* 1538, † 1587), 3-ти херцог на Мантуа и маркграф на Монферат от 1550 г., съпруг на Елеонора Австрийска
- Лудовико (Луиджи) (* 1539, † 1595), херцог на Невер и на Ретел 1565, съпруг на Хенриета от Клев
- Федерико (* 1540, † 1565), епископ на Мантуа, 1563 кардинал

Има и един природен брат и една природена сестра от извънбрачна връзка на баща си.

## Биография
Баба ѝ Анна д'Алансон ѝ оставя френските си активи. Но майка ѝ Маргарита впоследствие успява, благодарение на отказа на Изабела (1564 г.), да създаде наследство за третия си син, Лудовико, който, след като отива във Франция, дава началото на клона Гонзага-Невер.
През декември 1556 г. тя се жени за Франческо Фернандо д'Авалос, втори принц на Франкавила, четвърти маркиз на Пескара, трети маркиз на Васто и граф на Монтеодоризио.
През 1561 г. е назначена за губернатор на Монферат от брат си Гулиелмо, маркиз на Монферат.
Умира през 1579 г. на 42-годишна възраст.

## Брак и потомство
∞ декември 1554 за Франческо Фердинандо д'Авалос (* август 1531, Иския; † 31 юли 1571, Палермо), маркиз на Васто, управител на Миланското херцогство (1560 – 1563) и вицекрал на Сицилия (1568 – 1571), от когото има двама сина:
- Алфонсо Феличе д’Авалос Аквински Арагонски (* 1564, Иския; † 2 декември 1593, Рим), принц на Франкавила, маркиз на Васто, маркиз на Пескара; ∞ 1583 за Лавиния Фелтрия дела Ровере (* 16 януари 1558, Пезаро; † 7 юни 1632, Монтебело), принцеса на Урбино, от която има един син и три дъщери
- Томазо д'Авалос Аквински Арагонски († 1622), граф на Кастелучо, титулярен патриарх на Антиохия (1611 – 1622).